# Lark Harbour
Lark Harbour es un pueblo canadiense situado en la provincia de Terranova y Labrador.

## Superficie
Lark Harbour tiene una superficie de 12,94 km².

## Demografía
En 2021, tenía 508 habitantes, una densidad poblacional de 39,3 hab./km², y 290 viviendas.